# Ibn al-Qiftī
Dschamāl ad-Dīn Abū l-Hasan ʿAlī ibn Yūsuf Ibn al-Qiftī (arabisch جمال الدين أبو الحسن علي بن يوسف ابن القفطي, DMG Ǧamāl ad-Dīn Abū l-Ḥasan ʿAlī ibn Yūsuf Ibn al-Qifṭī; * 1172 in Koptos; † 1248) war ein mittelalterlicher arabischer Historiker. Seine bekannteste Schrift heißt Geschichte der Gelehrten.
Ibn al-Qifti wurde in Koptos geboren und hielt sich später in Kairo, Jerusalem und Aleppo auf.
Von 26 seiner Schriften ist der Titel bekannt, erhalten sind allerdings nur zwei:
- Die Geschichte der Gelehrten (Kitab Ikhbar al-'ulama' bi-akhbar al-hukama'  oder kurz Ta'rikh al-hukama' ) enthält 414 Biographien von Physikern, Philosophen und Astronomen.
- Die Schrift Inbah al-ruwat 'ala anbah al-nuhat enthält rund 1000 Biographien mittelalterlicher arabischer Gelehrter.

## Werkausgabe
- Ibn al-Qiftî: Ta'rih al-Hükamâ. Hrsg. von Julius Lippert, Leipzig 1903.